# 蒂罗尔-福拉尔贝格帝国大区
蒂罗尔-福拉尔贝格帝国大区（德語：Reichsgau Tirol-Vorarlberg）是纳粹德国的一个行政区划，由福拉尔贝格和北蒂罗尔（都在今奥地利）组成。 它从 1938 年到 1945 年存在。它不包括东蒂罗尔 (Lienz)，后者是克恩滕帝国大区的一部分。
在意大利与盟军停战后，意大利的贝卢诺省、南蒂罗尔省和特伦蒂诺省作为阿尔卑斯山麓作战区（Operationszone Alpenvorland，OZAV）被置于德国的直接控制之下，该地区事实上被吞并并作为蒂罗尔-福拉尔贝格的一部分进行管理。